# Ругельда
Ругельда — село в Шамильском районе Дагестана. Административный центр сельского поселения «Сельсовет „Ругельдинский“».

## Географическое положение
Расположено в 14 км к югу от районного центра села Хебда, на правом берегу реки Квенишор.

## Население
| 1869 | 1888 | 1895 | 1926 | 1939 | 1970 | 1989 |
| ---- | ---- | ---- | ---- | ---- | ---- | ---- |
| 483  | ↘466 | ↗503 | ↘381 | ↗412 | ↘389 | ↘381 |
| 2002 | 2010 | 2021 |      |      |      |      |
| ↗459 | ↗569 | ↗626 |      |      |      |      |